# Eutypella alsophila
Eutypella alsophila är en svampart som först beskrevs av Durieu & Mont., och fick sitt nu gällande namn av Miles Joseph Berkeley. Eutypella alsophila ingår i släktet Eutypella och familjen Diatrypaceae.   Inga underarter finns listade i Catalogue of Life.